# United Way of America

Logo da United Way.

A United Way of America, baseada em Alexandria, Virgínia, é uma organização sem fins lucrativos com objetivo de garantir a filantropia às populações carentes nos Estados Unidos.